# PSV in het seizoen 1954/55
Het seizoen 1954/1955 was het eerste jaar in het bestaan van de Eindhovense betaaldvoetbalclub PSV. De club kwam uit in de Eerste klasse C en eindigde in de reguliere competitie op de eerste plaats. Dit hield in dat er om het voetbalkampioenschap van Nederland gestreden mocht worden. Na een competitie van zes wedstrijden werd de derde plaats behaald. Dit betekende dat de club in het nieuwe seizoen uitkwam op het hoogste voetbalniveau.

## Wedstrijdstatistieken

### Eerste klasse C(afgebroken)
|       | BVV | EBOH | Excelsior | Hermes DVS | Kerkrade | Limburgia | NAC   | RBC   | Sittardia | VVV   | Willem II | Xerxes |
| ----- | --- | ---- | --------- | ---------- | -------- | --------- | ----- | ----- | --------- | ----- | --------- | ------ |
| Thuis | –   | –    | 6 – 2     | 4 – 3      | –        | –         | 2 – 1 | 1 – 0 | –         | 2 – 1 | –         | –      |
| Uit   | –   | –    | –         | –          | 2 – 4    | –         | –     | –     | 3 – 6     | –     | 2 – 3     | 1 – 0  |

### Eerste klasse C
|       | Alkmaar '54 | Blauw-Wit | EBOH  | Enschedese Boys | Feijenoord | GVAV  | Haarlem | Hermes DVS | Limburgia | N.E.C. | NOAD  | Rapid JC | Vitesse |
| ----- | ----------- | --------- | ----- | --------------- | ---------- | ----- | ------- | ---------- | --------- | ------ | ----- | -------- | ------- |
| Thuis | 4 – 2       | 3 – 1     | 7 – 3 | 3 – 1           | 2 – 0      | 1 – 5 | 0 – 0   | 2 – 1      | 3 – 2     | 4 – 4  | 2 – 1 | 1 – 4    | 3 – 1   |
| Uit   | 1 – 1       | 3 – 4     | 2 – 2 | 0 – 2           | 0 – 0      | 1 – 7 | 1 – 2   | 0 – 0      | 1 – 3     | 3 – 3  | 1 – 3 | 0 – 2    | 1 – 0   |

#### Kampioenscompetitie
| Wedstrijd 1                                                                                           | PSV                                                   | 2 – 2 (1 – 2) | NAC                                            |
| 2 juli 1955 Plaats: Eindhoven Philips Stadion Toeschouwers: 17.000 Scheidsrechter: Bertus Ausum       | Cor Smulders 40' Toon Brusselers 54'                  |               | 23', 33' Louis Overbeeke                       |
| Wedstrijd 2                                                                                           | Eindhoven                                             | 1 – 1 (0 – 1) | PSV                                            |
| 6 juli 1955 Plaats: Eindhoven Aalsterweg Toeschouwers: 23.000 Scheidsrechter: Jan Bronkhorst          | Jan Louwers 53'                                       |               | 14' Piet Fransen                               |
| Wedstrijd 3                                                                                           | PSV                                                   | 3 – 3 (2 – 0) | Willem II                                      |
| 9 juli 1955 Plaats: Eindhoven Philips Stadion Toeschouwers: 16.000 Scheidsrechter: Koos van Gelder    | Harry van Elderen 28' Theo Buenen 34' Coen Dillen 73' |               | 46', 78' Sjel de Bruyckere 48' Jan van Roessel |
| Wedstrijd 4                                                                                           | Willem II                                             | 3 – 1 (2 – 1) | PSV                                            |
| 13 juli 1955 Plaats: Tilburg Gemeentelijk Sportpark Toeschouwers: 16.000 Scheidsrechter: Ton Formanoy | Piet de Jong 36' Sjel de Bruyckere 44', 85'           |               | 30' Coen Dillen                                |
| Wedstrijd 5                                                                                           | PSV                                                   | 1 – 1 (0 – 0) | Eindhoven                                      |
| 16 juli 1955 Plaats: Eindhoven Philips Stadion Toeschouwers: 15.000 Scheidsrechter: Bertus Ausum      | Cor Smulders 76'                                      |               | 49' Jan Louwers                                |
| Wedstrijd 6                                                                                           | NAC                                                   | 0 – 2 (0 – 2) | PSV                                            |
| 20 juli 1955 Plaats: Breda Beatrixstraat Toeschouwers: 12.000 Scheidsrechter: Klaas Schipper          |                                                       |               | 34' Coen Dillen 43' Toon Brusselers            |

## Statistieken PSV 1954/1955

### Eindstand PSV in de Nederlandse Eerste klasse C 1954 / 1955
| Stand | Gespeeld | Gewonnen | Gelijk | Verloren | Punten | Doelpunten voor | Doelpunten tegen |
| ----- | -------- | -------- | ------ | -------- | ------ | --------------- | ---------------- |
| 1e    | 26       | 16       | 7      | 3        | 39     | 64              | 39               |

### Eindstand PSV in de Nederlandse Eerste klasse C 1954 / 1955 (afgebroken)
| Stand | Gespeeld | Gewonnen | Gelijk | Verloren | Punten | Doelpunten voor | Doelpunten tegen |
| ----- | -------- | -------- | ------ | -------- | ------ | --------------- | ---------------- |
| 1e    | 9        | 8        | 0      | 1        | 16     | 28              | 15               |

### Topscorers
| #      | Naam            | Goal |
| ------ | --------------- | ---- |
| 1.     | Coen Dillen     | 25   |
| 2.     | Piet Fransen    | 18   |
| 3.     | Theo Buenen     | 7    |
| 4.     | Toon Brusselers | 5    |
| 5.     | Cor Smulders    | 4    |
| 6.     | Henk Waterman   | 3    |
| 7.     | Wim Koelen      | 1    |
| 7.     | Piet Vergouwen  | 1    |
| Totaal | Totaal          | 64   |

| #      | Naam              | Goal |
| ------ | ----------------- | ---- |
| 1.     | Coen Dillen       | 3    |
| 2.     | Toon Brusselers   | 2    |
| 2.     | Cor Smulders      | 2    |
| 4.     | Theo Buenen       | 1    |
| 4.     | Harry van Elderen | 1    |
| 4.     | Piet Fransen      | 1    |
| Totaal | Totaal            | 10   |

| #              | Naam                          | Goal |
| -------------- | ----------------------------- | ---- |
| 1.             | Coen Dillen                   | 14   |
| 2.             | Piet Fransen                  | 5    |
| 3.             | Toon Brusselers               | 3    |
| 4.             | Harry van Elderen             | 2    |
| 5.             | Theo Buenen                   | 1    |
| 5.             | Piet Vergouwen                | 1    |
| 5.             | Henk Waterman                 | 1    |
| Eigen doelpunt |                               |      |
| –              | Heimen Lagerwaard (Excelsior) | 1    |
| Totaal         | Totaal                        | 28   |